# Crooks & Straights
Crooks & Straights，是来自克罗地亚里耶卡的一個乡村摇摆樂團。 
他们是一个六重奏乐队，成员包括罗伯特·布拉第切奇（电吉他手、主唱）、达米尔·马特科维奇（钢琴、主唱）、桑德拉·玛拉德尼奇（踏板电子吉他、木吉他、主唱）、约什科·塞拉达雷维奇（鼓手）、姆拉登·斯里切阿（贝司吉他、主唱）和娜塔莎·维利亚克（小提琴）。传统的乡村音乐和西部摇摆相结合的音乐风格，被他们发挥得淋漓尽致。每首乐曲的整体由快节奏清脆的一个个独奏构成，前后之间衔接顺畅而快捷。乐队每个成员的出色技艺，和这种对音乐的解读方式，形成了乐队的独特风格。

## 历史
乐队的起源可以追溯到1999年10月。达米尔·马特科维奇和姆拉登·斯里切阿在这一年创立了Crooks & Strights。达米尔·马特科维奇一开始在当地的爵士摇滚乐队Anonymus开始了他的音乐人生涯，直到1986年，他离开乐队去了德国。在随后的几年里，作为一名职业音乐人，他成为德国俱乐部舞台上多个乐队的成员。不过，一直到在德国的最后几个月裡，才看到他出现在乡村音乐风格的乐队中。这就是Apolda的Rodeo 乐队 。
作为一名贝斯手，姆拉登在里耶卡的Grafiti乐队和VAMP乐队中树立了自己的名气。VAMP差一点就和萨格勒布的“Orfej”公司签订了录音合约，但克罗地亚独立战争的开始，打断了乐队的发展，并最终迫使其解散。
Crooks & Straights一直都是六人组合。最初的成员有达米尔邀请的木吉他手亚历克斯桑德罗·格拉莫，鼓手约什科·塞拉达雷维奇。同时姆拉登还邀请了斯尼沙阿·卡塔利尼奇（电音吉他）和小提琴手格拉娜·切赫奇加入到乐队中。他们中，最有名的无疑是约什科·塞拉达雷维奇，他曾经是前南斯拉夫时期的多家著名乐队成员。在70年代后期，他在"Vrijeme i zemlja"（时间和地球乐队）表演，80年代前期，他则是南斯拉夫流行音乐时代最热门的乐队“Xenia”的一员。在被邀请加入“Crooks & Straights”时，他刚刚结束在瑞士的十年职业音乐人生涯回到家乡。 
斯尼沙阿·卡塔利尼奇是活跃在里耶卡的摇滚乐队“The Stuff”的吉他手。其唱片卖到国外，但他本人从没有离开过里耶卡。格拉娜·切赫奇有几年一直是萨格勒布一支小有名气的摇滚乡村乐队「密西西比皇后」的成员。当她收到Crooks & Straights的邀请函时，还在“Ino Mirković”这所位于罗夫兰的古典音乐学院裡就读。

## 乐队发展

### 第一阶段
Crooks & Straights成立几个月之后，甚至在他们可以在舞台上亮相之前，斯尼沙阿·卡塔莉尼奇就离开了乐队，因为他不喜欢花太多的时间在首演的准备上。然而，他的离开并没有引起什么波澜，因为他的空缺马上就被罗伯特·布拉第切奇填补了。罗伯特曾经在VAMP乐队和姆拉登一起工作，现在被姆拉登给予乐队首席吉他手的荣誉。之前他一直在西班牙工作，一接到这个邀请，就立刻返回了里耶卡。
就是这六名成员完成了Crooks & Straights乐队在里耶卡River Pub（河流酒吧）的首演。最初乐队的演奏名单上多是美式流行曲目，只是偶尔安排一些具有自己独特风格的乐曲。即便如此，他们不仅开始在国内不停地演出，不久后还走出国门，以意大利和斯洛文尼亚作为出发点，踏上了国际演出之路。

### 第二阶段
在国内和国外的一系列演出之后，乐队于2002年10月录制了他们在国际乡村音乐集锦CD上的首支单曲。由美国亚利桑那州喷泉山的ComStock公司制作发行。Crooks & Straights在这张CD中演绎了著名曲作家梅尔文·恩斯利的《唱出蓝调》（Singing the Blues）。这样，他们就成为首个来自克罗地亚的，由美国音乐商出版、宣传、发售录音资料的乐队组合。正是这张CD的出品，使许多欧洲乡村音乐电台第一次听到了由地中海之畔，美丽的克罗地亚人演绎的原汁原味的美国乡村音乐。
首次在CD上的亮相获得了成功，让他们清楚的意识到是灌制自己的唱片的时候了。接下来的2002年下半年和2003年上半年，他们着手选择和记录自己的乐曲，为第一张专辑做准备。 
这一准备工作，无疑给乐队带来了实质性的转变，他们开始自己创作歌曲。所以首张专辑中一共收录了四首原创歌曲。而剩余的曲目则是精心挑选的美国乡村音乐，其中就有《唱出蓝调》，要知道他们正是凭借这首单曲在欧洲一炮而红。
然而，第一张专辑的发行并不顺利，因为在2003年底，亚历克斯桑德罗·格拉莫决定离开乐队、离开音乐界，投身到完全与音乐无关的事业中去。
由于乐队已经答应了到德国的演出，他们商量后决定，亚历克斯桑德罗将坚持到德国系列音乐会之后离开。而就在此期间，乐队成员格拉娜·切赫奇也从音乐学院毕业并与意大利男友结婚，定居在意大利。由于她个人坚持留在乐队中，所以为了参加演出和重要的彩排，她开始穿梭于两国之间。
在那段日子里，“Crooks & Straights”仍然活跃在每一个演出现场，与克罗地亚另一只乐队“Plava Trava Zaborava”竞争。“Plava Trava Zaborava”是一支来自萨格勒布的乡村乐队，比他们资历要老得多。尽管他们只是在音乐的一个小分支上有些许共同之处，但总的来说，还是非常不同的两种风格。然而在当时，“Plava Trava Zaborava”显然更有名气。

### 发行第一张专辑
2004年初，“Crooks & Straights”决定，首要的事情是尽快找到人来代替了亚历克斯桑德罗·格拉莫的位置，让乐队的音乐水准重回到四年来所建立的水准上。所以专辑的发行被暂时置后。不久他们找到了桑德拉·玛拉德尼奇，当时她是克罗地亚仅有的两名能够弹奏踏板电子吉他的音乐人之一。更让人意外惊喜的是，她还弹得一手漂亮的木吉他。不过，桑德拉的到来，影响了乐队的音乐风格，整体音乐变成一种更为传统的演绎方式。这是因为她的乐器使某些超出乡村音乐的风格很难融入到原来的曲风中。
到目前为止，“Crooks & Straights”的最好成绩是在第23届欧洲乡村音乐大赛上获得。历时三天的“Picnic Country – Europa Contest”（郊外乡村-欧罗巴大赛），于2004年7月23日在波兰的Mragowo 开幕。这是一个有着悠久历史的传统节日，可以追溯到共产主义时代。铁幕政权倒台后，它逐渐成长为形式上的欧洲电视网乡村音乐大赛。"Crooks & Straights"提出了申请，不久他们幸运地代表克罗地亚获得了正式邀请，参加音乐节。比赛规定，每个演出的最后两首曲目，大约半个小时的表演，作为参赛曲目，由国际评委会进行评判。他们选定了一首原有的美式标准曲目，而另一首歌则是他们自己的原创歌曲。他们在曲目的选择上并未遇到麻烦。因为《唱出蓝调》已经获得众多欧洲国家音乐电台的好评。而那首原创歌曲，出乎意料的是，他们选择了《那时我称你是我的》（When I Called You Mine）。此时，第一张专辑已经录制完成，然而乐队从没有考虑过在这张专辑中为这首歌留一席之地。尽管此曲获得了非常好的反响。
这个音乐盛会最终以Crooks & Straights获得赛事一等奖而结束。同时，他们还获得了2004/05赛季欧洲最佳乡村乐队的荣誉。这场胜利大大有助于他们打开其它欧洲国家的市场，来自整个欧洲大陆的音乐会邀请蜂拥而至。尤其是那些一年一度的大型乡村音乐盛会。同时，这一成功最终帮助他们摆脱“Plava Trava Zaborava”的阴影。在克罗地亚，他们开始在乐迷中奠定自己的地位。
紧接着，他们终于发行了自己的第一张专辑。在与三个音乐商的谈判中，他们最终选择了跳舞熊（Dancing Bear）作为他们的发行人，跳舞熊是萨格勒布最主要的音乐出品人。
这一决定在很大程度上是采纳了达米尔·哈里里奇·哈尔的建议，他是欧洲最好的吉他手，同时也和跳舞熊公司签约在身。第一张专辑，名为《无话可说》（So little left To Say），于2005年发行。

### 发行第二张专辑
在波兰音乐节之前，格拉娜就告知大家她怀孕了。乐队再次面临寻找替代音乐人的境况。约什科·塞尔达尔雷维奇发现了娜塔莎·维利亚克，一个17岁的小提琴手，出生在里耶卡最有名的音乐世家之一。由于格拉娜还坚持留在乐队中，所以娜塔莎只是临时加入，直到格拉娜的回归。
这样安排进行得很顺利。一年后，格拉娜回到乐队中，又开始了在里耶卡和意大利住所之间的奔波。不久，乐队开始为新专辑录音，并进一步创作自己的歌曲。到现在，原创曲目已经占据了演奏曲目的大半。然而，2006年年底，格拉娜还是因为家庭原因被迫离开了乐队。
于是乐队再次邀请娜塔莎加入他们的行列，这一次她拿到了永久的合约。她欣然接受，并于2007年伊始开始了她在乐队里的工作。她回来的时候恰恰赶上为第二张专辑录制小提琴部分。仿佛在一夜之间，她就完全接管了现场演奏和专辑录音的小提琴工作。如果之前她没有在乐队演奏过，这简直是不可能的。
第一张专辑中还有许多嘉宾的声音，他们中有些人甚至是首次尝试乡村音乐。这些响当当的名字有达米尔·哈里里奇·哈尔（木吉他独奏）、梅里·特罗森（里耶卡著名的歌唱家和曲作者）。玛丽切奇·里耶卡的女孩儿四重奏组合“ E.N.I ”成员。还有阿尔巴·娜切诺维奇（独唱家）、汤米·格拉森（杰出的克罗地亚-澳大利亚踏板电子吉他导师）。
第二张专辑在2007年5月发行，再次由跳舞熊公司制作。专辑取名《只有一件事》（Just one thing）。在这张专辑上，获得波兰乡村音乐大赛冠军的那首《那时我称你是我的》，终于找到了它的位置。而且，值得记住的是，这是惟一的记录格拉娜·切赫奇和亚历克斯桑德罗·格拉莫声音的专辑。
自从娜塔莎再次加入“Crooks & Straights”后，乐队的成员就稳定下来，一直到现在。他们六个人一直活跃在国内和国外的乐坛上。

## 专辑
迄今为止，"Crooks & Straights" 共发行了两张专辑，全部是由克罗地亚萨格勒布的跳舞熊公司制作发行。
- 《无话可说》（So Little Left To Say），2005年6月。
- 《只有一件事》（Just One Thing），2007年3月。